# Chak Tok Ich'aak II.
Chak Tok Ich'aak II. [Čak Tok Ičak] bio je majanski kralj Tikala. Umro je 24. srpnja 508.
Znan je i kao Jaguarova Šapa II. i Jaguarova Šapa Lubanja.
Bio je sin kralja K'ana Chitama te unuk Siyaja Chana K'awiila II. Majka mu je bila Dama Tzutz Nik. Bio je otac Waka Chana K'awiila i možda Dame Tikala.
Njegova se smrt spominje u Tonini.